# Saint-Pierre-la-Noaille
Saint-Pierre-la-Noaille là một xã trong tỉnh Loire miền trung nước Pháp.